# IATF 16949
Die Norm IATF 16949 vereint existierende allgemeine Forderungen an Qualitätsmanagementsysteme der (meist nordamerikanischen und europäischen) Automobilindustrie. Sie wurden gemeinsam von den IATF-Mitgliedern entwickelt und basierend auf der EN ISO 9001 veröffentlicht.
Etwa 30 Prozent der mehr als 100 existierenden Autohersteller schließen sich diesen harmonisierten Forderungen der sieben IATF-Mitglieder (BMW, Daimler, Ford, General Motors, Renault, Stellantis und VW) an – aber gerade die großen asiatischen Autohersteller haben differenzierte, eigene Forderungen an die Qualitätsmanagementsysteme ihres Konzerns und ihrer Lieferanten. Trotzdem befindet sich über die Hälfte der etwa 95000 nach IATF 16949 zertifizierten Produktionsstätten in China.

## Historischer Hintergrund
Viele Zulieferer von Originalteilen der Automobilhersteller wurden von diesen angehalten, ihr Qualitätsmanagementsystem nach den Regelungen ihrer eigenen Verbände, wie
- VDA (Deutschland)
- AIAG (Nordamerika)
- AVSQ (Italien)
- FIEV (Frankreich)
- SMMT (Großbritannien)

aufzubauen und zertifizieren zu lassen. So musste beispielsweise ein Lieferant für Daimler und Chrysler zwei verschiedene Zertifikate (VDA 6.1 für Deutschland und QS 9000 für Amerika) nachweisen, obwohl er zu diesem Zeitpunkt an einen einzigen Autokonzern lieferte. Diese Fragwürdigkeit erhöhte das Harmonisierungsbedürfnis.
Ursprünglich wollte man nicht nur die allgemeinen Forderungen an das Qualitätsmanagementsystem vereinheitlichen, sondern auch alle weiteren dazugehörigen Standards wie z. B. statistische Anforderungen. Hierbei konnte man aber, insbesondere durch länderspezifische gesetzliche Anforderungen, bis heute keine allgemeinen Lösungen finden. Man entschloss sich, nur die ISO 9001:1994 mit zusätzlichen automotiven Forderungen zu ergänzen und gab 1999 die erste Ausgabe der ISO/TS 16949 heraus. Da sich die ISO 9001 grundlegend mit ihrer Version aus dem Jahr 2000 verändert hat, erschien die ISO/TS 16949:2002 (auch kurz TS2 genannt). Das Erscheinen der ISO 9001:2008 bewirkte die Veröffentlichung der ISO/TS 16949:2009 (kurz TS3). Die TS3 basiert nun auf der ISO 9001:2008 und enthält keine neuen TS-Anforderungen.
Der amerikanische AIAG hat auf Grund der Herausgabe dieser harmonisierten Forderungen seinen eigenen Standard, die QS 9000, zum 14. Dezember 2006 zurückgezogen.
Im Oktober 2016 wurde die auf der ISO 9001:2015 aufbauende „16949“ nicht mehr als ISO/TS, sondern als IATF 16949:2016 veröffentlicht und von den einzelnen Verbänden vertrieben.

## Inhalt des Standards
Ziel des Standards ist es, die System- und Prozessqualität wirksam zu verbessern, um die Kundenzufriedenheit zu erhöhen, Fehler und Risiken im Produktionsprozess und der Lieferkette zu erkennen, ihre Ursachen zu beseitigen und getroffene Korrektur- und Vorbeugungsmaßnahmen auf ihre Wirksamkeit zu prüfen. Im Zentrum steht nicht die Entdeckung, sondern die Vermeidung von Fehlern.
Die acht Hauptkapitel des Standards ISO/TS 16949 (TS3) sind:
- Kap. 1–3: Vorwort und Allgemeines
- Kap. 4: Qualitätsmanagementsystem (allgemeine Anforderungen, Lenkung von Dokumenten und Aufzeichnungen)
- Kap. 5: Verantwortung der Leitung
- Kap. 6: Management von Ressourcen
- Kap. 7: Produktrealisierung
- Kap. 8: Messung, Analyse und Verbesserung

Die in der ISO 9001:2008 behandelte prozessorientierte Betrachtungsweise der Unternehmensabläufe steht im Vordergrund des Standards. Er sieht die Unternehmensprozesse in einer Prozesslandschaft, in der es Wechselwirkungen und Schnittstellen gibt, die das Qualitätsmanagementsystem erkennen, abbilden und regeln muss. Auch die Schnittstellen nach außen (zu Unterlieferanten, Kunden sowie zu entfernten unterstützenden Standorten innerhalb der eigenen Organisation (Remote Locations)) sind festzulegen. Der Standard unterscheidet zwischen kundenorientierten Prozessen, unterstützenden Prozessen und Managementprozessen. Dieser prozessorientierte Ansatz soll das Verständnis dafür verbessern, dass nicht ein isoliert betrachteter Prozess, sondern die Gesamtheit aller zusammenwirkenden Unternehmensprozesse die Qualitätsleistung eines Unternehmens entscheidend beeinflussen.
Eine wesentliche Forderung der ISO/TS 16949:2009 ist die Erfüllung von kundenspezifischen Anforderungen (Customer Specific Requirements), die die Automobilhersteller zusätzlich an das Qualitätsmanagementsystem ihres Lieferanten stellen. Dies mag entscheidend zur weltweiten Anerkennung der TS durch die Hersteller beigetragen haben.
Die 10 Kapitel des Standards IATF 16949 (High Level Structure) sind:
- Kap. 00–3: Einleitung, Anwendungsbereich, Normative Verweisungen, Begriffe
- Kap. 04: Kontext der Organisation
- Kap. 05: Führung
- Kap. 06: Planung
- Kap. 07: Unterstützung
- Kap. 08: Betrieb
- Kap. 09: Bewertung der Leistung
- Kap. 10: Verbesserung

## Zertifizierung
Die IATF16949:2016 kann in der gesamten Lieferkette der Automobilindustrie angewendet werden. Eine Zertifizierung erfolgt auf der Grundlage der von der IATF (International Automotive Task Force) herausgegebenen Zertifizierungsvorgaben (Rules). Das Zertifikat ist drei Jahre gültig und muss jährlich von IATF-zertifizierten Auditoren (3rd Party Auditors) akkreditierter Zertifizierungsgesellschaften bestätigt werden. Danach erfolgt die Re-Zertifizierung für weitere drei Jahre mit erneuter jährlicher Bestätigung.
IATF16949:2016 darf nicht als eigenständiger QMS-Standard angesehen werden, sondern ist als Ergänzung zur ISO 9001:2015 zu verstehen. Zertifizierungen müssen also beide Standards umfassen.
Die Zertifizierung darf nur von Stellen durchgeführt werden, die von der IATF zugelassen wurden (sogenannte Certification Bodys).
Ein Zertifikat nach IATF16949:2016 soll das Vertrauen des (potenziellen) Kunden in die System- und Prozessqualität eines (möglichen) Lieferanten begründen. Heute hat ein Lieferant ohne gültiges Zertifikat kaum eine Chance, einen Automobilzulieferer der 1. Reihe (Tier 1 Supplier) und schon gar keinen Automobilhersteller (OEM) mit Serienteilen zu beliefern.
Um eine IATF 16949-Zertifizierung zu erlangen, müssen Unternehmen eine Reihe strikter Anforderungen erfüllen, die sicherstellen, dass ihre Qualitätsmanagementsysteme den spezifischen Anforderungen der Automobilindustrie entsprechen. Dazu gehört die Implementierung eines Qualitätsmanagementsystems auf Basis der ISO 9001 sowie der zusätzlichen Anforderungen von IATF 16949. Regelmäßige interne Audits sind verpflichtend, um die Normkonformität zu überprüfen und Schwachstellen frühzeitig zu identifizieren. Zudem müssen alle beteiligten Mitarbeitenden geschult werden, um die Anforderungen korrekt umzusetzen. Ein weiterer zentraler Bestandteil ist ein effektives Risikomanagement, das Fehlervermeidung und Prozesssicherheit gewährleistet. Erst nach erfolgreicher Umsetzung all dieser Maßnahmen kann ein externes Audit durch eine akkreditierte Zertifizierungsstelle durchgeführt werden, um die Konformität mit dem Standard zu bestätigen.
Eine Zertifizierung nach dem vorherigen Standard ISO/TS 16949 war nur noch bis zum September 2017 möglich. Seit dem 1. Oktober 2017 dürfen Zertifizierer nur noch nach dem neuen Standard IATF 16949 Audits durchführen und Zertifikate erteilen. Das gilt für Erstaudits, Überwachungsaudits, wie auch Rezertifizierungsaudits.
Die bisherigen Zertifikate nach ISO/TS 16949 verlieren nach dem 14. September 2018 ihre Gültigkeit, da auch die Basisnorm ISO 9001:2008 mit diesem Stichtag zurückgezogen wird.

## Wirkungen
Die OEMs (Original Equipment Manufacturer), die Mitglied der IATF (International Automotive Task Force) sind, fordern von ihren Lieferanten eine Zertifizierung nach IATF 16949.